# Blue Lynx
Blue Lynx (en japonés: ブルーリンクス) es un sello de anime japonés y filial de Fuji TV. Fundada en 2019, la etiqueta produce exclusivamente películas de anime de género shōnen-ai y yaoi.

## Historia
El desarrollo de Blue Lynx comenzó en 2017 gracias a los esfuerzos de Yuka Okayasu, una productora de Fuji TV que anteriormente trabajó en el bloque de programación de anime Noitamina de la cadena. Tras observar que los bloques de programación existentes de Fuji TV, Noitamina y +Ultra, buscan atraer a una amplia audiencia de espectadores de anime, buscó desarrollar un sello que, a la inversa, atraiga a un nicho de público de fans de shōnen-ai y yaoi. El desarrollo de la etiqueta se vio favorecido por el éxito crítico y comercial de los dramas televisivos de acción en vivo que demostraron la popularidad del género a los ejecutivos de Fuji. Como el contenido sexual presente en el yaoi está necesariamente limitado en las adaptaciones de anime para televisión debido a las normas y prácticas de difusión, se determinó que Blue Lynx produciría exclusivamente adaptaciones cinematográficas.
Blue Lynx fue anunciado el 22 de abril de 2019 a través de Twitter, con su primer proyecto: una adaptación cinematográfica del manga Saezuru Tori wa Habatakanai, de Kou Yoneda.

## Proyectos
| N.º | Título                                          | Director         | Fecha                    | Estudio       | Notas |
| --- | ----------------------------------------------- | ---------------- | ------------------------ | ------------- | --- |
| 1   | Saezuru Tori wa Habatakanai – The Clouds Gather | Kaori Makita     | 15 de febrero de 2020    | Grizzly       | Adaptación del manga de Kou Yoneda.                                                                                |
| 2   | Given                                           | Hikaru Yamaguchi | 22 de agosto de 2020.    | Lerche        | Adaptación del manga homónimo de Natsuki Kizu; secuela de la serie animada transmitida en Noitamina y Crunchyroll. |
| 3   | Umibe no Étranger                               | Akiyo Ohashi     | 11 de septiembre de 2020 | Studio Hibari | Adaptación del manga de Kanna Kii.                                                                                 |
| TBA | Saezuru Tori wa Habatakanai – The Storm Breaks  | TBA              | TBA                      | Grizzly       | Secuela de Saezuru Tori wa Habatakanai – The Clouds Gather.                                                        |